# Nikko Remigio
Nikko Remigio (Orange, 4 novembre 1999) è un giocatore di football americano statunitense di origini filippine che milita nel ruolo di wide receiver per i Kansas City Chiefs della National Football League (NFL).

## Biografia
Remigio nasce ad Orange da madre statunitense e padre filippino.

## Carriera universitaria
Gioca per quattro anni all'Università della California registrando 97 ricezioni per 903 yard e 13 touchdown. Si trasferisce a Fresno State nel 2022 e nel suo unico anno con i Bulldogs, mette a segno 6 touchdown e 74 ricezioni per 852 yard.

## Carriera professionistica
Al draft NFL 2023 Remigio non viene selezionato ma successivamente firma in qualità di free agent con i Kansas City Chiefs.